# دانشگاه کمنیوس براتیسلاوا
دانشگاه کمنیوس براتیسلاوا (اسلواکی: Univerzita Komenského v Bratislave) بزرگ‌ترین دانشگاه اسلواکی با بیشترین تعداد دانشکده است. این دانشگاه در سال ۱۹۱۹ اندکی پس از تشکیل کشور چکسلواکی ساخته شد.

## تاریخچه
دانشگاه کومنیوس در سال ۱۹۱۹ با کمک دانشگاه قدیمی پراگ تأسیس شد. هدف از تشکیل این دانشگاه، جایگزینی آن با دانشگاه الیزابت براتیسلاوا بود.

## فهرست دانشکده‌ها
- دانشکده پزشکی
- دانشکده داروسازی
- دانشکده حقوق
- دانشکده فلسفه
- دانشکده تربیت معلم
- دانشکده تربیت بدنی و ورزش
- دانشکده ریاضی، فیزیک و انفورماتیک
- دانشکده الهیات و کاتولیک
- دانشکده الهیات پروتستانیسم
- دانشکده مدیریت
- دانشکده علوم اقتصادی و اجتماعی

این دانشگاه همچنین یک دانشکده علوم پزشکی در شهر مارتین دارد.

## دانش آموختگان نامدار
- ایوان گاشپاروویچ: رئیس‌جمهور پیشین اسلواکی
- رابرت فیتسو: نخست‌وزیر اسلواکی